# Törpe tőkehal
A törpe tőkehal (Trisopterus minutus) a sugarasúszójú halak (Actinopterygii) osztályának tőkehalalakúak (Gadiformes) rendjébe, ezen belül a tőkehalfélék (Gadidae) családjába tartozó faj.
A Trisopterus halnem típusfaja.

## Előfordulása
A törpe tőkehal elterjedési területe az Atlanti-óceán keleti része, az Északi-, a Balti- és a Földközi-tenger. A Trondheim-fjordtól (Trondheimsfjorden) és a Feröer-szigetektől Portugáliáig és az afrikai Marokkóig mindenütt megtalálható. A Balti- és a Földközi-tenger keleti részén, az állományok ritkábbak.

## Megjelenése

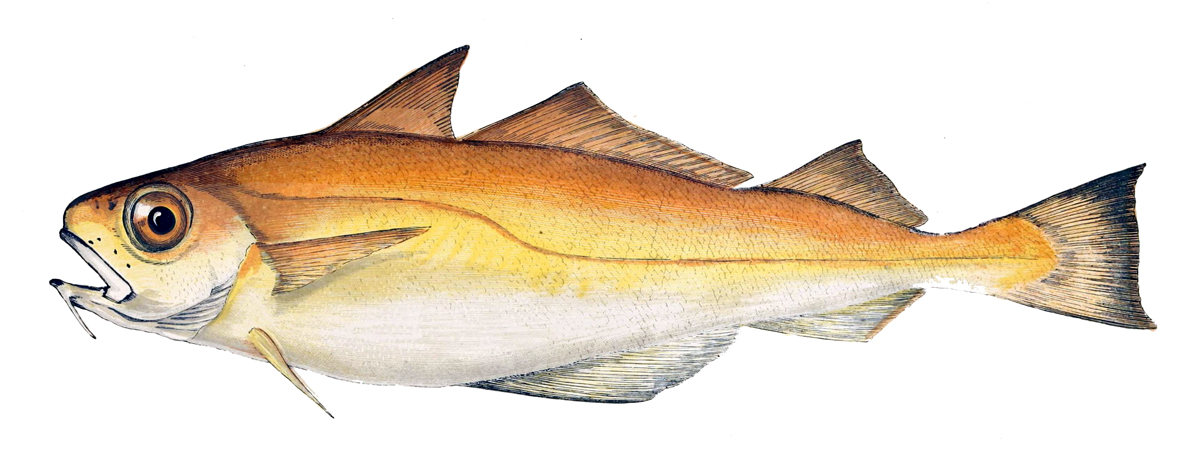
Rajz a halról

Általában 20 centiméter hosszú, de akár 40 centiméteresre is megnőhet. Az ajkán levő tapogatószál jól fejlett. Háti része barnássárga, oldalai világosabbak. A mellúszók tövénél, sötét foltok láthatók.

## Életmódja
Ez a nyílt tengeri hal nem vándorol. 1-440 méteres mélységekben él, azonban általában 15-200 méteres mélységekben tartózkodik. Az iszapos és homokos tengerfenéket kedveli. Tápláléka rákok, kisebb halak és soksertéjűek.
Legfeljebb 5 évig él.

## Felhasználása
Az ember főleg egyéb, tenyésztett halak táplálékaként hasznosítja ezt a halat. A törpe tőkehalat Dél-Európában fogyasztják.